# Glogovšek
Glogovšek je priimek v Sloveniji, ki ga je po podatkih Statističnega urada Republike Slovenije na dan 1. januarja 2010 uporabljalo 116 oseb in je med vsemi priimki po pogostosti uporabe uvrščen na 3.817. mesto.

## Znani nosilci priimka
- Jože Glogovšek (*1938), ekonomist